# Pallanuoto ai Giochi della XXVII Olimpiade - Torneo maschile
Il ventitreesimo torneo olimpico di pallanuoto maschile si è svolto nel corso dei Giochi olimpici di Sydney dal 23 settembre al 1º ottobre 2000.
La formula del torneo è stata la stessa della precedente edizione.
L'Ungheria ha conquistando il suo sesto titolo olimpico battendo in finale la Russia. Il bronzo è andato alla Jugoslavia che ha superato i campioni uscenti della Spagna.

## Fase preliminare

### Gruppo A
|    | Squadra    | Pti | G | V | P | S | GF | GS | Diff |
| -- | ---------- | --- | - | - | - | - | -- | -- | ---- |
| 1. | Russia     | 9   | 5 | 4 | 1 | 0 | 51 | 28 | +23  |
| 2. | Italia     | 9   | 5 | 4 | 1 | 0 | 43 | 32 | +11  |
| 3. | Spagna     | 5   | 5 | 2 | 1 | 2 | 32 | 34 | -2   |
| 4. | Australia  | 4   | 5 | 1 | 2 | 2 | 38 | 36 | +2   |
| 5. | Kazakistan | 3   | 5 | 1 | 1 | 3 | 41 | 46 | -5   |
| 6. | Slovacchia | 0   | 5 | 0 | 0 | 5 | 30 | 59 | -29  |

| Data         | Ora   | Partita    | Partita | Partita    |
| ------------ | ----- | ---------- | ------- | ---------- |
| 23 settembre | 10:45 | Italia     | 11 - 8  | Slovacchia |
| 23 settembre | 15:00 | Spagna     | 8 - 7   | Kazakistan |
| 23 settembre | 17:30 | Russia     | 6 - 4   | Australia  |
| 24 settembre | 10:45 | Italia     | 7 - 7   | Russia     |
| 24 settembre | 15:45 | Spagna     | 7 - 6   | Slovacchia |
| 24 settembre | 20:30 | Australia  | 11 - 11 | Kazakistan |
| 25 settembre | 10:45 | Italia     | 6 - 5   | Spagna     |
| 25 settembre | 15:45 | Russia     | 9 - 7   | Kazakistan |
| 25 settembre | 20:30 | Australia  | 11 - 6  | Slovacchia |
| 26 settembre | 10:45 | Russia     | 8 - 5   | Spagna     |
| 26 settembre | 15:45 | Kazakistan | 9 - 5   | Slovacchia |
| 26 settembre | 20:30 | Italia     | 6 - 5   | Australia  |
| 27 settembre | 10:45 | Russia     | 21 - 5  | Slovacchia |
| 27 settembre | 15:45 | Italia     | 13 - 7  | Kazakistan |
| 27 settembre | 20:30 | Australia  | 7 - 7   | Spagna     |

### Gruppo B
|    | Squadra     | Pti | G | V | P | S | GF | GS | Diff |
| -- | ----------- | --- | - | - | - | - | -- | -- | ---- |
| 1. | Jugoslavia  | 9   | 5 | 4 | 1 | 0 | 41 | 22 | +19  |
| 2. | Croazia     | 9   | 5 | 4 | 1 | 0 | 42 | 30 | +12  |
| 3. | Ungheria    | 6   | 5 | 3 | 0 | 2 | 49 | 39 | -10  |
| 4. | Stati Uniti | 4   | 5 | 2 | 0 | 3 | 42 | 39 | +3   |
| 5. | Paesi Bassi | 2   | 5 | 1 | 0 | 4 | 34 | 55 | -21  |
| 6. | Grecia      | 0   | 5 | 0 | 0 | 5 | 22 | 45 | -23  |

| Data         | Ora   | Partita     | Partita | Partita     |
| ------------ | ----- | ----------- | ------- | ----------- |
| 23 settembre | 09:30 | Ungheria    | 7 - 4   | Grecia      |
| 23 settembre | 12:00 | Jugoslavia  | 9 - 1   | Paesi Bassi |
| 23 settembre | 16:15 | Croazia     | 10 - 7  | Stati Uniti |
| 24 settembre | 09:30 | Ungheria    | 16 - 8  | Paesi Bassi |
| 24 settembre | 14:30 | Jugoslavia  | 8 - 5   | Stati Uniti |
| 24 settembre | 19:15 | Croazia     | 9 - 5   | Grecia      |
| 25 settembre | 09:30 | Stati Uniti | 12 - 8  | Paesi Bassi |
| 25 settembre | 14:30 | Croazia     | 8 - 7   | Ungheria    |
| 25 settembre | 19:15 | Jugoslavia  | 10 - 3  | Grecia      |
| 26 settembre | 09:30 | Ungheria    | 10 - 9  | Stati Uniti |
| 26 settembre | 14:30 | Paesi Bassi | 10 - 7  | Grecia      |
| 26 settembre | 19:15 | Jugoslavia  | 4 - 4   | Croazia     |
| 27 settembre | 09:30 | Jugoslavia  | 10 - 9  | Ungheria    |
| 27 settembre | 14:30 | Croazia     | 11 - 7  | Paesi Bassi |
| 27 settembre | 19:15 | Stati Uniti | 9 - 3   | Grecia      |

## Fase finale

### Gruppo C(9º-12º posto)
|    | Squadra     | Pti | G | V | P | S | GF | GS | Diff |
| -- | ----------- | --- | - | - | - | - | -- | -- | ---- |
| 1. | Kazakistan  | 5   | 3 | 2 | 1 | 0 | 23 | 18 | +5   |
| 2. | Grecia      | 4   | 3 | 1 | 2 | 0 | 24 | 20 | +4   |
| 3. | Paesi Bassi | 3   | 3 | 1 | 1 | 1 | 19 | 20 | -1   |
| 4. | Slovacchia  | 0   | 3 | 0 | 0 | 3 | 24 | 32 | -8   |

| Data         | Ora   | Partita     | Partita | Partita     |
| ------------ | ----- | ----------- | ------- | ----------- |
| 29 settembre | 09:30 | Kazakistan  | 6 - 6   | Grecia      |
| 29 settembre | 10:45 | Paesi Bassi | 9 - 8   | Slovacchia  |
| 30 settembre | 10:00 | Kazakistan  | 11 - 8  | Slovacchia  |
| 30 settembre | 11:15 | Paesi Bassi | 6 - 6   | Grecia      |
| 1º ottobre   | 09:00 | Grecia      | 12 - 8  | Slovacchia  |
| 1º ottobre   | 10:15 | Kazakistan  | 6 - 4   | Paesi Bassi |

### Tabellone
|  | Quarti di finale | Quarti di finale |            |            | Semifinali                | Semifinali                |  |  | Finale | Finale |
|  |                  |                  |            |            |                           |                           |  |  |        |        |
|  |                  |                  |            |            |                           |                           |  |  |        |        |
|  |                  |                  |            |            |                           |                           |  |  |        |        |
|  | A1: Russia       | 11               |            |            |                           |                           |  |  |        |        |
|  | A1: Russia       | 11               |            |            |                           |                           |  |  |        |        |
|  | B4: Stati Uniti  | 10               |            |            |                           |                           |  |  |        |        |
|  | B4: Stati Uniti  | 10               | Russia     | 8          |                           |                           |  |  |        |        |
|  |                  |                  | Russia     | 8          |                           |                           |  |  |        |        |
|  |                  | Spagna           | 7          |            |                           |                           |  |  |        |        |
|  | B2: Croazia      | Spagna           | 7          | 8          |                           |                           |  |  |        |        |
|  | B2: Croazia      |                  |            | 8          |                           |                           |  |  |        |        |
|  | A3: Spagna       | 9                |            |            |                           |                           |  |  |        |        |
|  | A3: Spagna       | 9                | Russia     | 6          |                           |                           |  |  |        |        |
|  |                  |                  | Russia     | 6          |                           |                           |  |  |        |        |
|  |                  | Ungheria         | 13         |            |                           |                           |  |  |        |        |
|  | B1: Jugoslavia   | Ungheria         | 13         | 7          |                           |                           |  |  |        |        |
|  | B1: Jugoslavia   |                  |            | 7          |                           |                           |  |  |        |        |
|  | A4: Australia    | 3                |            |            |                           |                           |  |  |        |        |
|  | A4: Australia    | 3                | Jugoslavia | 7          | Finale per il terzo posto | Finale per il terzo posto |  |  |        |        |
|  |                  |                  | Jugoslavia | 7          | Finale per il terzo posto | Finale per il terzo posto |  |  |        |        |
|  |                  | Ungheria         | 8          |            |                           |                           |  |  |        |        |
|  | A2: Italia       | Ungheria         | 8          | 5          | Spagna                    | 3                         |  |  |        |        |
|  | A2: Italia       |                  |            | 5          | Spagna                    | 3                         |  |  |        |        |
|  | B3: Ungheria     | 8                |            | Jugoslavia | 8                         |                           |  |  |        |        |
|  | B3: Ungheria     | 8                |            |            | 8                         |                           |  |  |        |        |
|  |                  |                  |            |            |                           |                           |  |  |        |        |
|  |                  |                  |            |            |                           |                           |  |  |        |        |

### Quarti di finale
| Arbitri: | Bookelman (NED) Margeta (SLO) |

|           |           |                  |
| 4: Eryšov | Marcatori | 3: Azevedo, Wigo |

| Arbitri: | Tulga (TUR) Chasekioglou (GRE) |

|           |           |          |
| 2: Silipo | Marcatori | 4: Kasas |

| Arbitri: | Prikhodko (KAZ) Clemençon (FRA) |

|          |           |                            |
| 2: Barać | Marcatori | 2: Estiarte, Gomez, Garcia |

| Arbitri: | Ludecke (GER) Turcotte (CAN) |

|          |           |            |
| 3: Šapić | Marcatori | 2: Marsden |

### Semifinali

#### 1º - 4º posto
| Arbitri: | Dani (ITA) Kratochvil (SVK) |

|                      |           |         |
| 2: Sratan, Gortchkov | Marcatori | 4: Moro |

| Arbitri: | Kerr (AUS) Ludecke (GER) |

|              |           |         |
| 5: Trbojević | Marcatori | 3: Kiss |

#### 5º - 8º posto
| Arbitri: | Moliner (ESP) Clemençon (FRA) |

|                  |           |          |
| 3: Wigo, Humbert | Marcatori | 3: Hinic |

| Arbitri: | Bookelman (NED) Prikhodko (KAZ) |

|               |           |              |
| 3: Vittorioso | Marcatori | 2: Kovalenko |

### Finali
- 7º posto

| Arbitri: | Boyer (USA) Turcotte (CAN) |

|                       |           |           |
| 3: Smodlaka, Boskovic | Marcatori | 3: Miller |

- 5º posto

| Arbitri: | Rajevic (YUG) Ludecke (GER) |

|            |           |               |
| 3: Humbert | Marcatori | 4: Bencivenga |

- Finale per il bronzo

| Arbitri: | Tulga (TUR) Afanasev (RUS) |

|             |           |                |
| 2: Estiarte | Marcatori | 3: Vujasinović |

- Finale per l'oro

| Arbitri: | Bookelman (NED) Chasekioglou (GRE) |

|           |           |            |
| 3: Eryšov | Marcatori | 4: Benedek |

## Classifica finale
| Campione Olimpico | Campione Olimpico | Campione Olimpico |
| --- | ----------------- | --- |
| UngheriaVári · Szécsi · Székely · Varga · Märcz · Molnár · Steinmetz · Kásás · Kiss · Kósz · Benedek · Biros · Fodor, CT: Dénes Kemény |                   | |
| Argento | Russia            | RussiaZinnurov · Stratan · Chomakhidze · Zakirov · Kozlov · Maksimov · Rekečinskij · Garbuzov · Gorškov · Jacev · Balašov · Dugin · Eryšov, CT: Aleksandr Kabanov                                  |
| Bronzo | Jugoslavia        | JugoslaviaZimonjić · Vasović · Vujasinović · Vukanić · Šoštar · Trbojević · Uskoković · Kuljača · Šapić · Savić · Ćirić · Ikodinović · Jelenić, CT: Nenad Manojlović                               |
| 4 | Spagna            | SpagnaRollán · Andreo · Pedrerol · Marcos · Estiarte · Ballart · Hernández · Moro I · Sans · Gómez · Sánchez · Moro D · García, CT: Juan Jané Giralt                                               |
| 5 | Italia            | Italia1 Attolico, 2 Postiglione, 3 Binchi, 4 Bencivenga, 5 Tempesti, 6 R. Calcaterra, 7 Vittorioso, 8 Angelini, 9 Pomilio, 10 A. Calcaterra, 11 Sottani, 12 Silipo, 13 Ghibellini, CT: Ratko Rudić |
| 6 | Stati Uniti       | Stati UnitiHackett · Kredell · Lynn · Kopp · Oeding · Arroyo · Schumacher · Azevedo · Wigo · Humbert · Kern · Nolan · Bailey, CT: John Vargas                                                      |
| 7 | Croazia           | Croazia1 Školneković, 2 Fatović, 3 Sarić, 4 Šimenc, 5 Kržić, 6 Štritof, 7 Smodlaka, 8 Ivaniš, 9 Bošković, 10 Barać, 11 Hinić, 12 Vićan, 13 Kobešćak, CT: Neven Kovačević                           |
| 8 | Australia         | Australia1 Boyd, 2 Denis, 3 Kovalenko, 4 Marsden, 5 Miller, 6 Neesham, 7 Oberman, 8 Owen-Jones, 9 Sterk, 10 Thomas, 11 Waterman, 12 Whalan, 13 Woods, CT: Cameron                                  |
| 9 | Kazakistan        | KazakistanElke · Shvedov · Sevostyanov · Orazalinov · Zhivchikov · Zagoruyko · Zaytsev · Chernov · Chentsov · Drozdov · Prokhin · Zhilyayev · Smolovoy, CT: Nikolay Loshkin                        |
| 10 | Grecia            | GreciaReppas · Kaiafas · Mazis · Loudīs · Maurōtas · Deligiannis · Chatzitheodorou · Psykhos · Afroudakīs · Lorantos · Khatzis · Vlontakīs · Thomakos, CT: Kyriakos Iosifidis                      |
| 11 | Paesi Bassi       | Paesi Bassivan de Bunt • Havenga • de Jong • Boom • Brebde • Uri • Silvis • van der Meer • Thomas • Booij • de Bruijn • Zuidweg • Vermeulen, CT: Johan Aantjes                                     |
| 12 | Slovacchia        | SlovacchiaNagy • Gyurcsi • Hrošík • Zaťovič • Bačo • Mravík • Gogola • Cipov • Nižný • Veszelits • Káid • Charin • Gergely, CT: -                                                                  |

## Classifica marcatori
|  | Gol | Marcatore          | Squadra     |
|  | --- | ------------------ | ----------- |
|  | 18  | Aleksandar Šapić   | Jugoslavia  |
|  | 17  | Aleksandr Eryšov   | Russia      |
|  | 16  | Chris Humbert      | Stati Uniti |
|  | 16  | Harry Van der Meer | Paesi Bassi |
|  | 16  | Wolf Wigo          | Stati Uniti |
|  | 15  | Ioannis Thomakos   | Grecia      |
|  | 14  | Gergely Kiss       | Ungheria    |
|  | 14  | Revaz Chomakhidze  | Russia      |
|  | 13  | Tony Azevedo       | Stati Uniti |
|  | 12  | Tamás Kásás        | Ungheria    |
|  | 12  | Daniel Marsden     | Australia   |
|  | 11  | Andrei Kovalenko   | Australia   |
|  | 11  | Leonardo Sottani   | Italia      |
|  | 10  | 7 giocatori        |             |
|  | 9   | 11 giocatori       |             |
|  | 8   | 7 giocatori        |             |
|  | 7   | 6 giocatori        |             |
|  | 6   | 14 giocatori       |             |
|  | 5   | 13 giocatori       |             |
|  | 4   | 15 giocatori       |             |
|  | 3   | 16 giocatori       |             |
|  | 2   | 12 giocatori       |             |
|  | 1   | 8 giocatori        |             |

## Fonti
- (EN)  Comitato Organizzatore, Official report of the XXVII Olympiad: The Results - Water Polo (la84foundation.org[collegamento interrotto])